# Patersonia

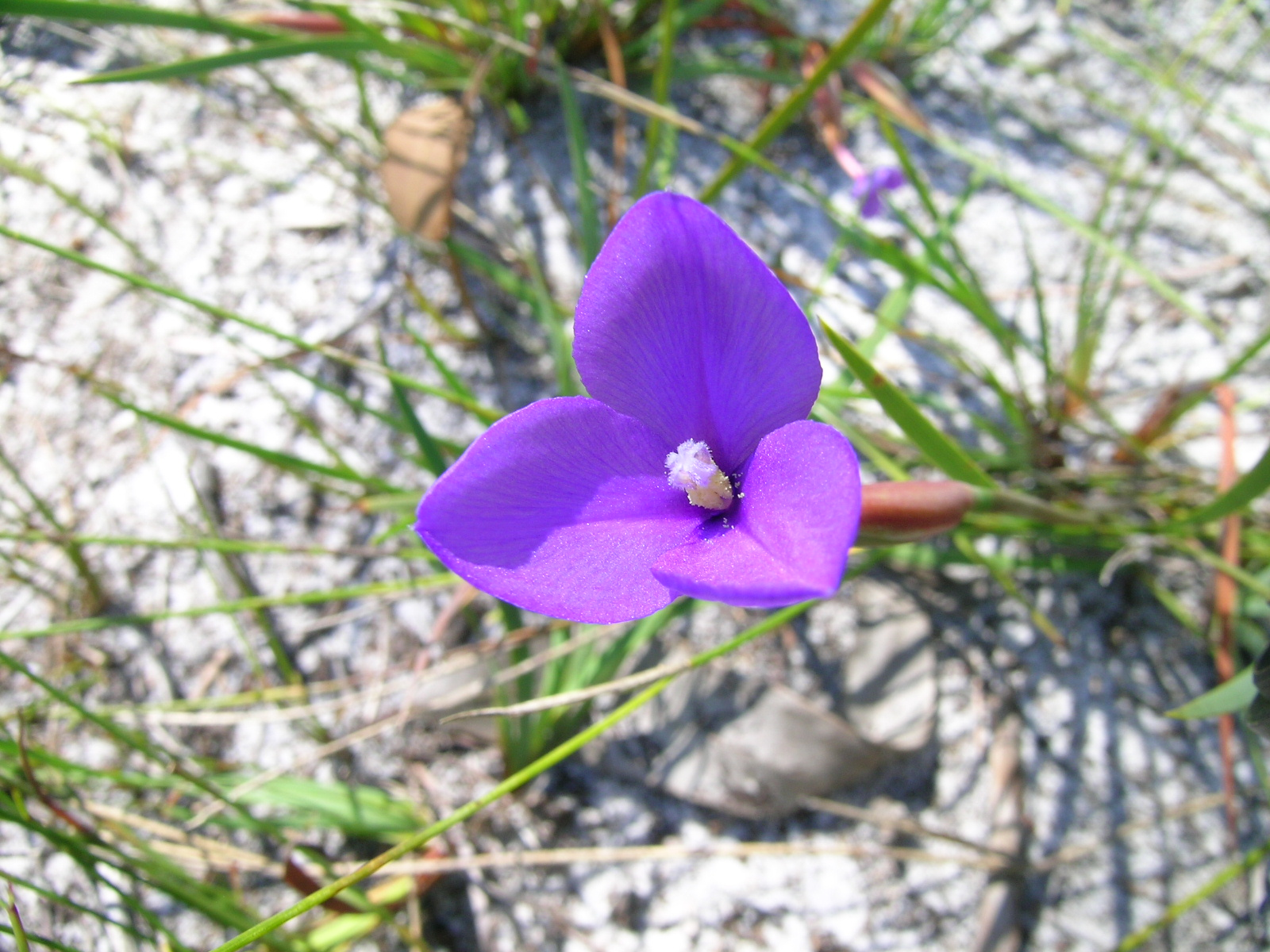
Patersonia fragilis

Patersonia – rodzaj roślin należący do rodziny kosaćcowatych (Iridaceae). Obejmuje 24–25 gatunków. Rośliny te występują w większości w Australii, gdzie rośnie 17 gatunków będących endemitami tego kontynentu (skupiają się przy tym wzdłuż jego obrzeży – brak ich w rozległej części centralnej), poza tym gatunki z tego rodzaju rosną w górach na wyspach Archipelagu Malajskiego, Nowej Gwinei, jeden gatunek obecny jest na Nowej Kaledonii. Rośliny zasiedlają siedliska otwarte. Niektóre gatunki uprawiane są jako ozdobne.

## Morfologia

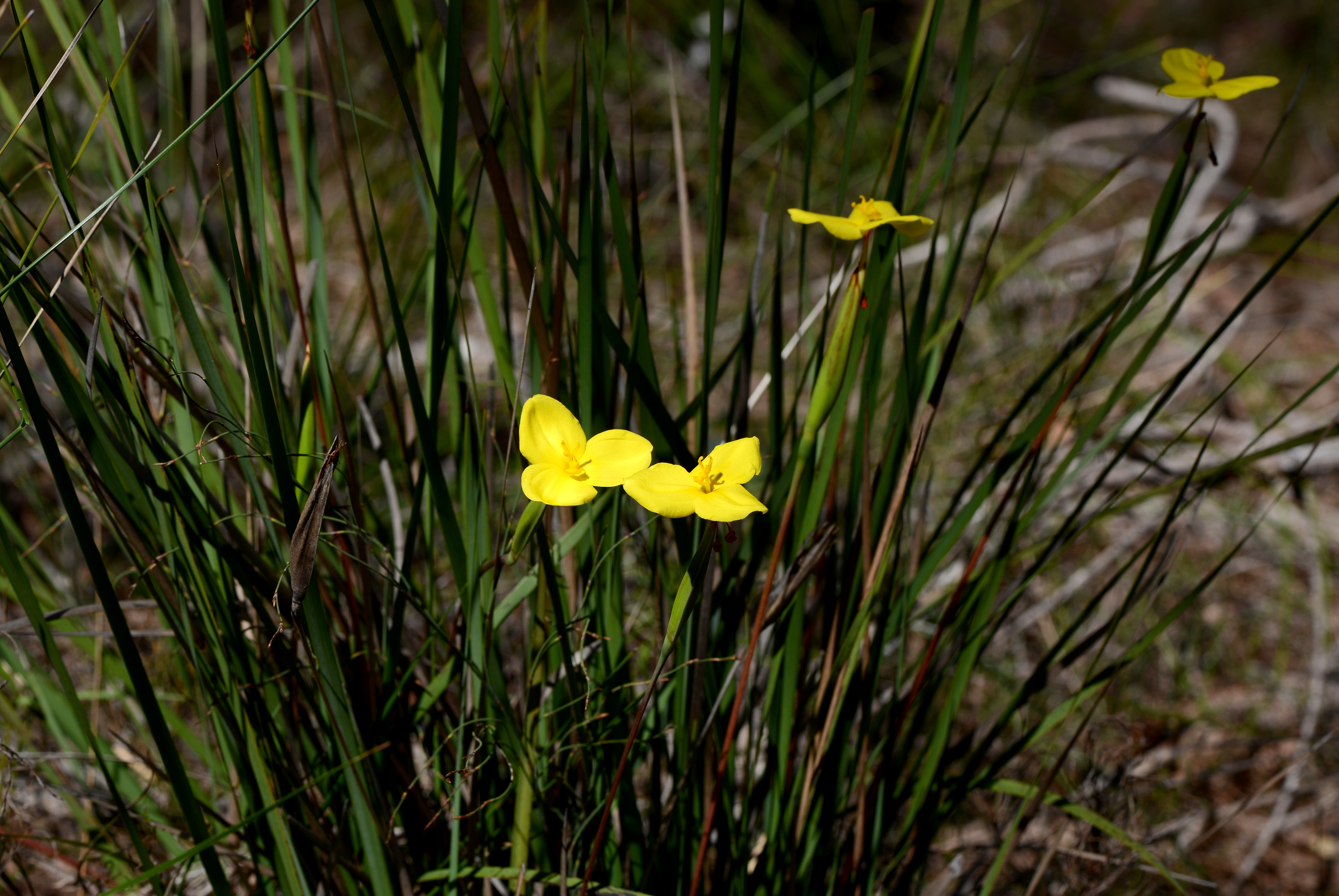
Patersonia umbrosa

PokrójByliny średnich i małych rozmiarów z kłączami drewniejącymi, czasem także cechującymi się przyrostem wtórnym.
LiścieMieczowate, równowąskie.
KwiatySiedzące, skupione na szczycie nierozgałęzionej łodygi w szczytowy kwiatostan. Listki okwiatu zróżnicowane – zewnętrzne okazałe i barwne (w kolorze niebieskim do fioletowego, rzadko żółte), u nasady tworzące długą rurkę, w górze rozpostarte szeroko. Wewnętrzny okółek zredukowany do łusek lub całkowicie. Nitki pręcików częściowo lub całkowicie zrośnięte. Słupek na szczycie rozdzielony na trzy, szerokie i frędzlowate na brzegach łatki.
OwoceWalcowate torebki zawierające nasiona kanciaste do elipsoidalnych.

## Systematyka
Rodzaj z monotypowej podrodziny Patersonoideae z rodziny kosaćcowatych (Iridaceae). Podrodzina jest siostrzana dla większości podrodzin w obrębie kosaćcowatych, starsze linie rozwojowe w obrębie rodziny stanowią tylko podrodziny Isophysidoideae i Iridoideae.
Wykaz gatunków
- Patersonia argyrea D.A.Cooke
- Patersonia babianoides Benth.
- Patersonia borneensis Stapf
- Patersonia drummondii F.Muell. ex Benth.
- Patersonia fragilis (Labill.) Asch. & Graebn.
- Patersonia glabrata R.Br.
- Patersonia graminea Benth.
- Patersonia inaequalis Benth.
- Patersonia inflexa Goldblatt
- Patersonia juncea Lindl.
- Patersonia lanata R.Br.
- Patersonia limbata Endl.
- Patersonia lowii Stapf
- Patersonia macrantha Benth.
- Patersonia maxwellii (F.Muell.) F.Muell. ex Benth.
- Patersonia neocaledonica Goldblatt & J.C.Manning
- Patersonia novoguineensis Gibbs
- Patersonia occidentalis R.Br.
- Patersonia philippinensis Goldblatt
- Patersonia pygmaea Lindl.
- Patersonia rudis Endl.
- Patersonia sericea R.Br.
- Patersonia spirafolia Keighery
- Patersonia sumatrensis Goldblatt
- Patersonia umbrosa Endl.